# Jon Abrahams
Jon Avery Abrahams (New York, 29 oktober 1977) is een Amerikaanse film- en televisieacteur. Hij maakte in 1995 zijn acteerdebuut als 'Steven' in de dramafilm Kids. Hij verzorgt als 'DJ Jonny' de muziek in de The Ellen DeGeneres Show. Naast filmrollen speelde hij wederkerende personages in series als Boston Public (2002-2003, zeventien afleveringen) en Masters of the House (2011, zes afleveringen).